# Ceyda Aktaş
Ceyda Aktaş (Ankara, 18 agosto 1994) è una pallavolista turca, opposto del Thetis.

## Carriera

### Club
La carriera di Ceyda Aktaş inizia quando all'età di dieci anni entra a par parte del settore giovanile del VakıfBank, dove gioca per cinque annate; diciassette entra a far parte della formazione federale del TVF Spor Lisesi, impegnata nelle categorie minori del campionato turco. Nel campionato 2011-12 ritorna al VakıfBank, giocando questa volta in prima squadra e facendo il suo esordio nella Voleybol 1. Ligi. Nel campionato seguente gioca invece per il TED Ankara.
Dopo aver difeso i colori del Beşiktaş nella stagione 2013-14, in quella seguente viene ingaggiata dal Çanakkale. Nel campionato 2015-16 passa a difendere i colori dello Halkbank di Ankara, mentre nel campionato seguente approda al Nilüfer di Bursa, dove rimane per due annate.
Nella stagione 2018-19 si accasa al Beylikdüzü Vİ, sempre in Sultanlar Ligi, mentre nella stagione successiva fa ritorno al Beşiktaş, trasferendosi però a metà annata al Kuzeyboru, in Voleybol 1. Ligi; nella stagione successiva, invece, torna nella massima divisione turca, ingaggiata dal PTT. 
Nel campionato 2021-22 gioca per la prima volta all'estero, approdando nella Volley League greca col Thetis.

### Nazionale
Fa parte della nazionale turca under 18, con la quale vince la medaglia d'oro al campionato europeo 2011; con la nazionale under 19, invece, vince l'oro al campionato europeo 2012, mentre un anno dopo, con quella under 20, partecipa al campionato mondiale, dove viene premiata come miglior opposto del torneo.
Nel 2014 ottiene le prime convocazioni nella nazionale maggiore.

## Palmarès

### Nazionale (competizioni minori)
- Campionato europeo under 18 2011
- Campionato europeo under 19 2012

### Premi individuali
- 2013 - Campionato mondiale under 20: Miglior opposto